# Membros titulares da Ordem Militar da Torre e Espada, do Valor, Lealdade e Mérito

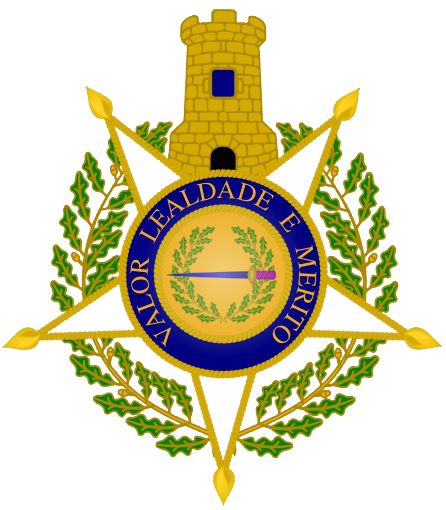
Ordem Militar da Torre e Espada, criada em 1459.

Esta é uma lista de Membros Titulares da Ordem Militar da Torre e Espada, do Valor, Lealdade e Mérito. Constituem Membros Titulares os cidadãos portugueses condecorados com a Ordem.

## Grande-Colar
| Nome                                                        | Alvará              | Outorgante |
| ----------------------------------------------------------- | ------------------- | ---------- |
| Almirante Américo Thomaz, 13º Presidente da República       | 9 de Agosto de 1965 | ex officio |
| General António Ramalho Eanes, 16º Presidente da República  | 9 de Março de 1986  | ex officio |
| Mário Soares, 17º Presidente da República                   | 9 de Março de 1991  | ex officio |
| Jorge Sampaio, 18º Presidente da República                  | 9 de Março de 2006  | ex officio |
| Doutor Aníbal Cavaco Silva, 19º Presidente da República     | 9 de Março de 2011  | ex officio |
| Doutor Marcelo Rebelo de Sousa, 20º Presidente da República | 9 de Março de 2021  | ex officio |

## Grã-Cruz
| Nome                                                                           | Alvará                  | Outorgante                |
| ------------------------------------------------------------------------------ | ----------------------- | ------------------------- |
| Percy Smythe, 6º Visconde de Strangford                                        | 17 de Dezembro de 1808  | Príncipe-Regente D. João  |
| General Stapleton Cotton, 1º Visconde de Combermere                            | 12 de Outubro de 1812   | Príncipe-Regente D. João  |
| Almirante João do Canto e Castro (depois 5º Presidente da República)           | 1894                    | D. Carlos I               |
| Bernardino Machado Guimarães, 3º Presidente da República                       | 6 de Outubro de 1917    | ex officio                |
| Sidónio Pais, 4º Presidente da República                                       | 9 de Maio de 1918       | ex officio                |
| General José Norton de Matos                                                   | 28 de Fevereiro de 1919 | Presidente Canto e Castro |
| Sebastião de Magalhães Lima                                                    | 29 de Abril de 1919     | Presidente Canto e Castro |
| António José de Almeida, 6º Presidente da República                            | 10 de Julho de 1919     | Presidente Canto e Castro |
| General António Maria Baptista, Presidente do Ministério                       | 6 de Março de 1920      | Presidente Almeida        |
| General Fernando Tamagnini de Abreu e Silva                                    | 14 de Setembro de 1920  | Presidente Almeida        |
| General Thomaz António Garcia Rosado                                           | 14 de Setembro de 1920  | Presidente Almeida        |
| General Teófilo José da Trindade                                               | 31 de Dezembro de 1920  | Presidente Almeida        |
| Vice-Almirante Carlos Viegas Gago Coutinho                                     | 21 de Abril de 1922     | Presidente Almeida        |
| Capitão-Tenente Artur de Sacadura Freire Cabral                                | 1 de Maio de 1922       | Presidente Almeida        |
| António Maria da Silva                                                         | 24 de Setembro de 1923  | Presidente Almeida        |
| Manuel Teixeira Gomes, 7º Presidente da República                              | 5 de Outubro de 1923    | ex officio                |
| Capitão José Carlos da Maia (a título póstumo)                                 | 11 de Novembro de 1927  | Presidente Carmona        |
| Marechal Óscar Carmona, 11º Presidente da República                            | 15 de Abril de 1928     | ex officio                |
| Coronel Abílio Passos e Sousa                                                  | 25 de Abril de 1928     | Presidente Carmona        |
| General José Vicente de Freitas                                                | 25 de Agosto de 1928    | Presidente Carmona        |
| Capitão-de-mar-e-guerra João Bello                                             | 3 de Janeiro de 1930    | Presidente Carmona        |
| General José Estevam de Moraes Sarmento                                        | 28 de Fevereiro de 1930 | Presidente Carmona        |
| General Domingos Oliveira, Presidente do Ministério                            | 11 de Abril de 1931     | Presidente Carmona        |
| Doutor António de Oliveira Salazar, Presidente do Conselho de Ministros        | 28 de Maio de 1932      | Presidente Carmona        |
| Contra-Almirante João de Azevedo Coutinho                                      | 8 de Dezembro de 1939   | Presidente Carmona        |
| General Fernando dos Santos Costa                                              | 6 de Junho de 1949      | Presidente Carmona        |
| Marechal Francisco Craveiro Lopes, 12º Presidente da República                 | 9 de Agosto de 1951     | ex officio                |
| Almirante Américo Thomaz, 13º Presidente da República                          | 9 de Agosto de 1958     | ex officio                |
| Embaixador Alberto Franco Nogueira                                             | 1 de Julho de 1966      | Presidente Américo Thomaz |
| Marcello José das Neves Alves Caetano, Presidente do Conselho de Ministros     | 20 de Outubro de 1971   | Presidente Américo Thomaz |
| Doutor José de Azeredo Perdigão, 1º Presidente da Fundação Calouste Gulbenkian | 11 de Setembro de 1985  | Presidente Ramalho Eanes  |
| Francisco de Sá Carneiro, Primeiro-Ministro (a título póstumo)                 | 17 de Março de 1986     | Presidente Soares         |
| Marechal António Sebastião Ribeiro de Spínola, 14º Presidente da República     | 13 de Fevereiro de 1987 | Presidente Soares         |
| General José Lemos Ferreira                                                    | 29 de Maio de 1989      | Presidente Soares         |
| General Mário Firmino Miguel                                                   | 6 de Outubro de 1991    | Presidente Soares         |
| General António da Silva Osório Soares Carneiro                                | 1 de Julho de 1994      | Presidente Soares         |
| General Gabriel Augusto do Espírito Santo                                      | 3 de Agosto de 2000     | Presidente Sampaio        |
| General Vasco Rocha Vieira, Governador de Macau                                | 18 de Dezembro de 2015  | Presidente Cavaco Silva   |

## Grande-Oficial
| Nome                                                                       | Alvará                  | Outorgante                |
| -------------------------------------------------------------------------- | ----------------------- | ------------------------- |
| Capitão-Tenente José Botelho de Carvalho Araújo (a título póstumo)         | 28 de Novembro de 1918  | Presidente Sidónio Pais   |
| Coronel Roberto da Cunha Baptista                                          | 28 de Fevereiro de 1919 | Presidente Canto e Castro |
| Major Álvaro Xavier de Castro                                              | 13 de Março de 1919     | Presidente Canto e Castro |
| General Tomaz de Sousa Rosa                                                | 19 de Abril de 1919     | Presidente Canto e Castro |
| General Alberto Mimoso da Costa Ilharco                                    | 5 de Outubro de 1919    | Presidente Almeida        |
| Coronel Hermenegildo Augusto dos Santos Pestana                            | 5 de Outubro de 1919    | Presidente Almeida        |
| General Bernardo de Faria e Silva                                          | 14 de Setembro de 1920  | Presidente Almeida        |
| General Manuel de Oliveira Gomes da Costa                                  | 14 de Setembro de 1920  | Presidente Almeida        |
| General Pedro Francisco Massano de Amorim                                  | 12 de Novembro de 1921  | Presidente Almeida        |
| Major José Manuel Sarmento de Beires                                       | 3 de Fevereiro de 1928  | Presidente Carmona        |
| General João de Almeida                                                    | 1 de Fevereiro de 1929  | Presidente Carmona        |
| General Augusto Manuel Farinha Beirão                                      | 22 de Junho de 1939     | Presidente Carmona        |
| General Fernando dos Santos Costa                                          | 2 de Agosto de 1945     | Presidente Carmona        |
| Coronel Aníbal César Valdez de Passos Sousa                                | 28 de Fevereiro de 1947 | Presidente Carmona        |
| Tenente-Coronel Jaime Filipe da Fonseca (a título póstumo)                 | 17 de Janeiro de 1962   | Presidente Américo Thomaz |
| Marechal António Sebastião Ribeiro de Spínola, 14º Presidente da República | 6 de Julho de 1973      | Presidente Américo Thomaz |
| Tenente-Coronel Fernando José Salgueiro Maia (a título póstumo)            | 28 de Junho de 1992     | Presidente Soares         |
| Major-General Jaime Alberto Gonçalves das Neves (com Palma)                | 13 de Julho de 1995     | Presidente Soares         |

## Comendador
| Nome                                                                         | Alvará                 | Outorgante                    |
| ---------------------------------------------------------------------------- | ---------------------- | ----------------------------- |
| Coronel Alexandre de Serpa Pinto, 1º Visconde de Serpa Pinto                 | 16 de Dezembro de 1886 | Rei D. Luís I                 |
| Contra-Almirante João Augusto de Oliveira Muzanty                            | 1 de Janeiro de 1909   | Rei D. Manuel II              |
| Contra-Almirante Jaime Daniel Leote do Rego                                  | 1 de Março de 1919     | Presidente Canto e Castro     |
| Capitão-Tenente Jaime Alberto de Castro Morais                               | 17 de Abril de 1919    | Presidente Canto e Castro     |
| António Cabreira                                                             | 17 de Maio de 1919     | Presidente Canto e Castro     |
| Major Mentel Martins Simões de Abreu                                         | 20 de Junho de 1919    | Presidente Canto e Castro     |
| General Abel Hipólito                                                        | 5 de Outubro de 1919   | Presidente Almeida            |
| General João Pedroso de Lima                                                 | 5 de Outubro de 1919   | Presidente Almeida            |
| General José Domingues Peres                                                 | 5 de Outubro de 1919   | Presidente Almeida            |
| General Ernesto Maria Vieira da Rocha                                        | 5 de Outubro de 1919   | Presidente Almeida            |
| Contra-Almirante António Torcato Borja de Araújo                             | 5 de Outubro de 1919   | Presidente Almeida            |
| Coronel Augusto César Ribeiro de Carvalho                                    | 5 de Outubro de 1919   | Presidente Almeida            |
| Coronel Raúl de Andrade Peres                                                | 5 de Outubro de 1919   | Presidente Almeida            |
| Coronel António Maria de Freitas Soares                                      | 5 de Outubro de 1919   | Presidente Almeida            |
| General João José Sinel de Cordes                                            | 10 de Julho de 1920    | Presidente Almeida            |
| General Artur Ivens Ferraz                                                   | 10 de Julho de 1920    | Presidente Almeida            |
| Coronel António Sant'Ana Cabrita                                             | 19 de Julho de 1921    | Presidente Almeida            |
| Tenente-Coronel Francisco Pedro Curado                                       | 19 de Julho de 1921    | Presidente Almeida            |
| Coronel Bento Esteves Roma                                                   | 5 de Fevereiro de 1922 | Presidente Almeida            |
| Major Fernando Pais Teles de Utra Machado                                    | 8 de Fevereiro de 1922 | Presidente Almeida            |
| Capitão-de-mar-e-guerra João Bello                                           | 25 de Maio de 1923     | Presidente Almeida            |
| Tenente-Coronel António da Silva Brito Paes                                  | 5 de Outubro de 1924   | Presidente Teixeira Gomes     |
| Major José Manuel Sarmento de Beires                                         | 5 de Outubro de 1924   | Presidente Teixeira Gomes     |
| Primeiro-Tenente Álvaro Jaime Pereira                                        | 5 de Outubro de 1924   | Presidente Teixeira Gomes     |
| Capitão-de-mar-e-guerra Alexandre José Botelho de Vasconcelos e Sá           | 9 de Março de 1926     | Presidente Bernardino Machado |
| Coronel Joaquim Maria de Oliveira Simões                                     | 13 de Março de 1926    | Presidente Bernardino Machado |
| Vice-Almirante António Ladislau Parreira                                     | 29 de Maio de 1926     | Presidente Bernardino Machado |
| Capitão Jorge de Castilho                                                    | 3 de Fevereiro de 1928 | Presidente Carmona            |
| Major Óscar Monteiro Torres, Piloto-Aviador (a título póstumo)               | 20 de Junho de 1930    | Presidente Carmona            |
| Major Humberto da Cruz                                                       | 2 de Fevereiro de 1935 | Presidente Carmona            |
| Aleixo Corte-Real                                                            | 30 de Outubro de 1946  | Presidente Carmona            |
| General Carlos Miguel Lopes da Silva Freire (a título póstumo)               | 21 de Maio de 1962     | Presidente Américo Thomaz     |
| Segundo-Tenente Jorge Manuel Catalão de Oliveira e Carmo                     | 1 de Setembro de 1962  | Presidente Américo Thomaz     |
| General Venâncio Augusto Deslandes                                           | 27 de Outubro de 1962  | Presidente Américo Thomaz     |
| General Francisco Holbeche Fino                                              | 10 de Dezembro de 1963 | Presidente Américo Thomaz     |
| General Alberto Andrade e Silva                                              | 1 de Fevereiro de 1966 | Presidente Américo Thomaz     |
| General Arnaldo Schulz                                                       | 18 de Março de 1968    | Presidente Américo Thomaz     |
| General António Augusto dos Santos                                           | 2 de Julho de 1969     | Presidente Américo Thomaz     |
| Marechal Francisco da Costa Gomes, 15º Presidente da República               | 2 de Novembro de 1972  | Presidente Américo Thomaz     |
| Tenente-Coronel José Fernando de Almeida Brito (a título póstumo, com palma) | 23 de Dezembro de 1988 | Presidente Soares             |

## Oficial
| Nome                                                                 | Alvará                  | Outorgante                    |
| -------------------------------------------------------------------- | ----------------------- | ----------------------------- |
| Júlio Alberto de Sousa Schiappa de Azevedo                           | 1 de Janeiro de 1908    | Rei D. Carlos I               |
| General Augusto Manuel Farinha Beirão                                | 9 de Abril de 1908      | Rei D. Manuel II              |
| Segundo-Tenente Manuel Armando Ferraz (depois Contra-Almirante)      | 29 de Novembro de 1918  | Presidente Sidónio Pais       |
| Primeiro-Tenente António de Antas Mendes Cruz                        | 29 de Março de 1919     | Presidente Canto e Castro     |
| Primeiro-Tenente Armando Agatão Lança                                | 12 de Abril de 1919     | Presidente Canto e Castro     |
| Capitão-Tenente Manuel Máximo Prates                                 | 22 de Abril de 1919     | Presidente Canto e Castro     |
| Coronel Norberto Ferreira Guimarães                                  | 26 de Abril de 1919     | Presidente Canto e Castro     |
| Capitão-de-Mar-e-Guerra José Eduardo de Carvalho Crato               | 4 de Junho de 1919      | Presidente Canto e Castro     |
| Capitão-de-Fragata Fernando Augusto Pereira da Silva                 | 5 de Julho de 1919      | Presidente Canto e Castro     |
| Capitão-de-Fragata Filomeno da Câmara Melo Cabral                    | 5 de Julho de 1919      | Presidente Canto e Castro     |
| Capitão-Tenente Marcelino Carlos                                     | 5 de Julho de 1919      | Presidente Canto e Castro     |
| Capitão-Tenente António Emídio Taborda de Azevedo e Costa            | 5 de Julho de 1919      | Presidente Canto e Castro     |
| Capitão-Tenente José Luís Teixeira Marinho                           | 5 de Julho de 1919      | Presidente Canto e Castro     |
| Capitão-Tenente Augusto Carlos de Saldanha                           | 5 de Julho de 1919      | Presidente Canto e Castro     |
| Coronel Joaquim Felizardo Velez Caroão                               | 5 de Outubro de 1919    | Presidente Almeida            |
| Coronel Júlio da Conceição Pereira Lourenço                          | 5 de Outubro de 1919    | Presidente Almeida            |
| Coronel José Mendes dos Reis                                         | 5 de Outubro de 1919    | Presidente Almeida            |
| Capitão-de-Mar-e-Guerra Silvério Ribeiro da Rocha e Cunha            | 5 de Outubro de 1919    | Presidente Almeida            |
| Tenente-Coronel Carlos Luiselo Godinho                               | 5 de Outubro de 1919    | Presidente Almeida            |
| Major Gustavo Augusto Pires de Figueiredo                            | 5 de Outubro de 1919    | Presidente Almeida            |
| Major António Cândido Castilho Nobre                                 | 5 de Outubro de 1919    | Presidente Almeida            |
| Major Manuel António Soares Zilhão                                   | 5 de Outubro de 1919    | Presidente Almeida            |
| Vice-Almirante Alfredo Guilherme Howell                              | 28 de Novembro de 1919  | Presidente Almeida            |
| Capitão-de-Mar-e-Guerra Joaquim de Almeida Henriques                 | 18 de Fevereiro de 1920 | Presidente Almeida            |
| General Miguel Pereira Coutinho                                      | 10 de Julho de 1920     | Presidente Almeida            |
| Capitão Luís de Sousa Gonzaga                                        | 10 de Julho de 1920     | Presidente Almeida            |
| Capitão Gustavo Adolfo de Gouveia                                    | 10 de Julho de 1920     | Presidente Almeida            |
| Tenente Alfredo Guimarães                                            | 10 de Julho de 1920     | Presidente Almeida            |
| General Raúl Augusto Esteves                                         | 10 de Julho de 1920     | Presidente Almeida            |
| Major João Pedro Medeiros de Almeida                                 | 10 de Julho de 1920     | Presidente Almeida            |
| Major José Maria Vale de Andrade                                     | 10 de Julho de 1920     | Presidente Almeida            |
| General António Gorjão Couceiro de Albuquerque                       | 10 de Julho de 1920     | Presidente Almeida            |
| Coronel Francisco de Lacerda e Oliveira                              | 10 de Julho de 1920     | Presidente Almeida            |
| General Eugénio Bilstein Menezes                                     | 10 de Julho de 1920     | Presidente Almeida            |
| General Anacleto Domingos dos Santos                                 | 10 de Julho de 1920     | Presidente Almeida            |
| Coronel José Filipe de Barros Rodrigues                              | 10 de Julho de 1920     | Presidente Almeida            |
| Capitão Manuel de Vasconcelos                                        | 10 de Julho de 1920     | Presidente Almeida            |
| General Luís Augusto Ferreira Martins                                | 14 de Setembro de 1920  | Presidente Almeida            |
| Major João Maria Ferreira do Amaral                                  | 14 de Setembro de 1920  | Presidente Almeida            |
| Primeiro-Tenente Francisco Augusto de Lacerda Forjaz                 | 30 de Abril de 1921     | Presidente Almeida            |
| Tenente-Coronel Jorge Frederico Velez Caroço                         | 11 de Julho de 1921     | Presidente Almeida            |
| Tenente-Coronel Carlos Fernandes Brou                                | 19 de Julho de 1921     | Presidente Almeida            |
| Capitão Alexandre Soares Ferreira de Loureiro                        | 19 de Julho de 1921     | Presidente Almeida            |
| Coronel Feliciano António da Silva Leal                              | 1 de Janeiro de 1922    | Presidente Almeida            |
| José Marques do Carmo Catarino                                       | 29 de Janeiro de 1922   | Presidente Almeida            |
| Major António Germano Guedes Ribeiro de Carvalho                     | 5 de Fevereiro de 1922  | Presidente Almeida            |
| José Esteves da Conceição Mascarenhas                                | 5 de Fevereiro de 1922  | Presidente Almeida            |
| Coronel Abel Joaquim Travassos Valdez                                | 5 de Fevereiro de 1922  | Presidente Almeida            |
| General Paulo Bénard Guedes                                          | 6 de Fevereiro de 1922  | Presidente Almeida            |
| Coronel Eduardo Ferreira Viana                                       | 6 de Fevereiro de 1922  | Presidente Almeida            |
| Coronel José Ricardo Pereira Cabral                                  | 6 de Fevereiro de 1922  | Presidente Almeida            |
| Capitão António Pinto da Cruz e Melo                                 | 31 de Março de 1923     | Presidente Almeida            |
| Coronel Henrique Sátiro Lopes Pires Monteiro                         | 31 de Agosto de 1923    | Presidente Almeida            |
| Coronel Manuel da Conceição Silva                                    | 26 de Junho de 1925     | Presidente Teixeira Gomes     |
| Coronel Carlos Ludgero Antunes Cabrita                               | 31 de Julho de 1925     | Presidente Teixeira Gomes     |
| Major Armando Barata                                                 | 31 de Julho de 1925     | Presidente Teixeira Gomes     |
| Capitão António da Costa Lima                                        | 31 de Julho de 1925     | Presidente Teixeira Gomes     |
| Capitão Laurino Vieira                                               | 31 de Julho de 1925     | Presidente Teixeira Gomes     |
| Major José Maria Nunes de Amorim                                     | 22 de Agosto de 1925    | Presidente Teixeira Gomes     |
| Major Samuel Bento                                                   | 5 de Setembro de 1925   | Presidente Teixeira Gomes     |
| Coronel Francisco Garcia Tereno                                      | 26 de Setembro de 1925  | Presidente Teixeira Gomes     |
| Major Firmino da Silva Rego                                          | 26 de Setembro de 1925  | Presidente Teixeira Gomes     |
| Major Artur Celestino Sangreman Henriques                            | 30 de Setembro de 1925  | Presidente Teixeira Gomes     |
| Major Joaquim Simões                                                 | 30 de Outubro de 1925   | Presidente Teixeira Gomes     |
| Major Raúl Augusto Martins                                           | 30 de Outubro de 1925   | Presidente Teixeira Gomes     |
| Coronel José Pedro Pinheiro Correia                                  | 21 de Novembro de 1925  | Presidente Teixeira Gomes     |
| Major Joaquim Sérgio da Silva                                        | 21 de Novembro de 1925  | Presidente Teixeira Gomes     |
| Capitão Eduardo Frederico Valdez de Faria                            | 21 de Novembro de 1925  | Presidente Teixeira Gomes     |
| Capitão Fernando Mauro da Assunção Carmo                             | 6 de Fevereiro de 1926  | Presidente Bernardino Machado |
| Coronel Abel Joaquim Travassos Valdez                                | 13 de Março de 1926     | Presidente Bernardino Machado |
| Coronel Júlio Augusto Rodrigues Aguiar                               | 13 de Março de 1926     | Presidente Bernardino Machado |
| Coronel João Braz de Oliveira                                        | 13 de Março de 1926     | Presidente Bernardino Machado |
| Contra-Almirante Aníbal de Sousa Dias                                | 29 de Maio de 1926      | Presidente Bernardino Machado |
| Contra-Almirante Tito Augusto de Morais                              | 29 de Maio de 1926      | Presidente Bernardino Machado |
| Capitão-de-mar-e-guerra Mariano Maria                                | 29 de Maio de 1926      | Presidente Bernardino Machado |
| Capitão-de-fragata Mariano Martins                                   | 29 de Maio de 1926      | Presidente Bernardino Machado |
| Capitão-de-fragata José Mendes Cabeçadas                             | 29 de Maio de 1926      | Presidente Bernardino Machado |
| Capitão-Tenente Guilherme Rodrigues                                  | 29 de Maio de 1926      | Presidente Bernardino Machado |
| Capitão Francisco Alexandre Lobo Pimentel                            | 31 de Maio de 1927      | Presidente Carmona            |
| Capitão Alexandre Alves de Carvalho                                  | 6 de Agosto de 1927     | Presidente Carmona            |
| Capitão Henrique Augusto Perestrelo da Silva                         | 6 de Agosto de 1927     | Presidente Carmona            |
| Tenente Afonso Fino Bento de Sousa                                   | 30 de Setembro de 1927  | Presidente Carmona            |
| Tenente Manuel António Gouveia                                       | 3 de Fevereiro de 1928  | Presidente Carmona            |
| Major João Luiz de Moura                                             | 5 de Outubro de 1928    | Presidente Carmona            |
| Capitão Celestino Pais Ramos                                         | 16 de Agosto de 1929    | Presidente Carmona            |
| Coronel António de Oliveira Viegas                                   | 16 de Agosto de 1929    | Presidente Carmona            |
| Capitão João Maria Esteves                                           | 16 de Agosto de 1929    | Presidente Carmona            |
| Coronel António Joaquim de Almeida Valente                           | 5 de Outubro de 1929    | Presidente Carmona            |
| Américo Lopes de Oliveira                                            | 5 de Outubro de 1930    | Presidente Carmona            |
| Artur Pedro Ferreira de Brito                                        | 21 de Junho de 1931     | Presidente Carmona            |
| Tenente Ulisses Augusto Alves                                        | 21 de Junho de 1931     | Presidente Carmona            |
| Alferes David António Monteiro Simões                                | 29 de Junho de 1931     | Presidente Carmona            |
| Capitão José Joaquim Ramires                                         | 29 de Junho de 1931     | Presidente Carmona            |
| Capitão João Barata Salgueiro Valente                                | 29 de Junho de 1931     | Presidente Carmona            |
| Carlos Eduardo Bleck                                                 | 11 de Julho de 1931     | Presidente Carmona            |
| Major Manuel Moreira Cardoso                                         | 11 de Julho de 1931     | Presidente Carmona            |
| Coronel Francisco Ferreira Sarmento de Morais Pimentel               | 11 de Julho de 1931     | Presidente Carmona            |
| General Carlos Mário Sanches de Castro Costa Macedo                  | 5 de Março de 1932      | Presidente Carmona            |
| António Maria da Cunha e Almeida                                     | 29 de Junho de 1933     | Presidente Carmona            |
| Capitão David Rodrigues Neto                                         | 20 de Junho de 1939     | Presidente Carmona            |
| Capitão Jorge Botelho Moniz                                          | 20 de Junho de 1939     | Presidente Carmona            |
| Tenente Mariano Moreira Lopes                                        | 20 de Junho de 1939     | Presidente Carmona            |
| Major Mário Pessoa da Costa                                          | 20 de Junho de 1939     | Presidente Carmona            |
| Tenente-Coronel Américo Pinto da Rocha                               | 19 de Junho de 1940     | Presidente Carmona            |
| Major Augusto Dantas Pimenta Serrão de Faria Pereira                 | 19 de Junho de 1940     | Presidente Carmona            |
| Major Júlio Nunes Pereira de Oliveira                                | 19 de Junho de 1940     | Presidente Carmona            |
| Eng. Artur do Canto Resende                                          | 22 de Maio de 1950      | Presidente Carmona            |
| Capitão Rodrigo Barbosa Araújo Leite de Faria (Goa)                  | 10 de Janeiro de 1957   | Presidente Craveiro Lopes     |
| Desembargador José Joaquim Militão de Quadros (Relação de Goa)       | 10 de Janeiro de 1957   | Presidente Craveiro Lopes     |
| Capitão Alberto Santiago de Carvalho                                 | 26 de Abril de 1963     | Presidente Américo Thomaz     |
| Coronel Maurício Leonel de Sousa Saraiva                             | 31 de Julho de 1963     | Presidente Américo Thomaz     |
| Coronel Duarte Manuel de Amarante Rocha Pamplona (com Palma)         | 19 de Junho de 1968     | Presidente Américo Thomaz     |
| Major-General José Manuel Garcia Ramos Lousada                       | 2 de Julho de 1969      | Presidente Américo Thomaz     |
| Tenente-Coronel Jaime Rodolfo de Abreu Cardoso                       | 2 de Julho de 1969      | Presidente Américo Thomaz     |
| Major Alberto Fernão de Magalhães Osório (a título póstumo)          | 2 de Julho de 1969      | Presidente Américo Thomaz     |
| Capitão Miliciano Horácio Francisco Martins Valente                  | 2 de Julho de 1969      | Presidente Américo Thomaz     |
| Furriel Cherne Sissé                                                 | 2 de Junho de 1970      | Presidente Américo Thomaz     |
| Tenente-coronel José Augusto Nogueira Ribeiro                        | 3 de Junho de 1970      | Presidente Américo Thomaz     |
| General Manuel Diogo Neto                                            | 30 de Junho de 1970     | Presidente Américo Thomaz     |
| Brigadeiro-General Hélio Augusto Esteves Felgas                      | 30 de Junho de 1970     | Presidente Américo Thomaz     |
| Capitão João Bacar Jaló (a título póstumo)                           | 30 de Junho de 1970     | Presidente Américo Thomaz     |
| Capitão-de-mar-e-guerra Guilherme Almor de Alpoim Calvão (com Palma) | 23 de Julho de 1970     | Presidente Américo Thomaz     |
| Capitão Álvaro Manuel Alves Cardoso                                  | 24 de Maio de 1972      | Presidente Américo Thomaz     |
| Coronel Orlando José Saraiva Gomes do Amaral                         | 28 de Junho de 1972     | Presidente Américo Thomaz     |
| Capitão-de-mar-e-guerra Alberto Rebordão de Brito                    | 28 de Junho de 1972     | Presidente Américo Thomaz     |
| Alferes António do Casal Martins                                     | 20 de Junho de 1973     | Presidente Américo Thomaz     |
| António Freitas Pimentel                                             | 4 de Julho de 1973      | Presidente Américo Thomaz     |
| General João de Almeida Bruno (com Palma)                            | 6 de Julho de 1973      | Presidente Américo Thomaz     |
| Coronel António Joaquim Alves Ribeiro da Fonseca (com Palma)         | 6 de Julho de 1973      | Presidente Américo Thomaz     |
| Coronel Fernando Gil Almeida Lobato de Faria (com Palma)             | 6 de Julho de 1973      | Presidente Américo Thomaz     |
| Brigadeiro Heitor Hamilton Almendra                                  | 15 de Março de 1985     | Presidente Ramalho Eanes      |
| Hélder Costa Almeida                                                 | 22 de Julho de 1998     | Presidente Soares             |
| Coronel Tirocinado CMD Raúl Miguel do Socorro Folques (com Palma)    | 9 de Outubro de 2015    | Presidente Cavaco Silva       |

## Cavaleiro
| Nome                                                                                    | Alvará                  | Outorgante                    |
| --------------------------------------------------------------------------------------- | ----------------------- | ----------------------------- |
| José Rodrigues Maio (Cego do Maio)                                                      | 15 de Dezembro de 1881  | Rei D. Luís I                 |
| Primeiro-Tenente Fernando de Magalhães e Menezes                                        | 21 de Janeiro de 1903   | Rei D. Carlos I               |
| Tenente-Coronel Joaquim Duarte Silva                                                    | 22 de Novembro de 1904  | Rei D. Carlos I               |
| Tenente-Coronel Francisco Martins Lusignan de Azevedo                                   | 26 de Maio de 1907      | Rei D. Carlos I               |
| Capitão José Antunes                                                                    | 7 de Julho de 1907      | Rei D. Carlos I               |
| Abel Augusto Braceiro                                                                   | 1 de Janeiro de 1908    | Rei D. Carlos I               |
| Capitão António José Teixeira de Miranda                                                | 1 de Janeiro de 1908    | Rei D. Carlos I               |
| Capitão António Freire de Mato Margulhão                                                | 25 de Abril de 1908     | Rei D. Manuel II              |
| Major António Nunes                                                                     | 26 de Maio de 1908      | Rei D. Manuel II              |
| Tenente-Coronel Luis Monteiro Nunes da Ponte                                            | 1 de Janeiro de 1909    | Rei D. Manuel II              |
| Capitão Manuel Pinto da Fonseca                                                         | 18 de Junho de 1910     | Rei D. Manuel II              |
| Contra-Almirante Luís António de Magalhães Correia                                      | 3 de Outubro de 1913    | Presidente Arriaga            |
| Justino Narciso Martins                                                                 | 4 de Dezembro de 1917   | Presidente Bernardino Machado |
| Major Américo Olavo Correia de Azevedo                                                  | 20 de Julho de 1918     | Presidente Sidónio Pais       |
| Soldado Aníbal Augusto Milhais, Soldado Milhões                                         | 31 de Agosto de 1918    | Presidente Sidónio Pais       |
| Capitão Alexandre da Cunha Rôla Pereira                                                 | 6 de Dezembro de 1918   | Presidente Sidónio Pais       |
| Álvaro Peão Lopes                                                                       | 6 de Dezembro de 1918   | Presidente Sidónio Pais       |
| Capitão José Garcia                                                                     | 13 de Março de 1919     | Presidente Canto e Castro     |
| Alferes José Martins                                                                    | 29 de Março de 1919     | Presidente Canto e Castro     |
| 1º Sargento José Gomes de Carvalho                                                      | 22 de Julho de 1919     | Presidente Canto e Castro     |
| Capitão-Tenente Alfredo Botelho de Sousa                                                | 5 de Julho de 1919      | Presidente Canto e Castro     |
| Capitão-Tenente Jaime Júlio de Sousa                                                    | 5 de Julho de 1919      | Presidente Canto e Castro     |
| Capitão-Tenente José Vicente Caldeira do Casal Ribeiro                                  | 5 de Julho de 1919      | Presidente Canto e Castro     |
| Primeiro-Tenente Vasco Carlos do Rêgo Botelho                                           | 5 de Julho de 1919      | Presidente Canto e Castro     |
| Primeiro-Tenente Vasco Artur da Costa Cabral                                            | 5 de Julho de 1919      | Presidente Canto e Castro     |
| Primeiro-Tenente Fernando Amor Monteiro de Barros                                       | 5 de Julho de 1919      | Presidente Canto e Castro     |
| Afonso Vieira Dionísio                                                                  | 17 de Setembro de 1919  | Presidente Canto e Castro     |
| Ciríaco Gouveia                                                                         | 17 de Setembro de 1919  | Presidente Canto e Castro     |
| António Maria Ferreira Linho e Sousa (a título póstumo)                                 | 17 de Setembro de 1919  | Presidente Canto e Castro     |
| Capitão Zeferino Camossa Ferraz de Abreu                                                | 5 de Outubro de 1919    | Presidente Almeida            |
| António Afonso                                                                          | 5 de Outubro de 1919    | Presidente Almeida            |
| Francisco Carneiro Alves                                                                | 5 de Outubro de 1919    | Presidente Almeida            |
| Coronel Henrique Ribeiro de Almeida                                                     | 5 de Outubro de 1919    | Presidente Almeida            |
| Segundo-Sargento Amadeu Jacinto de Araújo                                               | 5 de Outubro de 1919    | Presidente Almeida            |
| Capitão Alberto Camacho Brandão                                                         | 5 de Outubro de 1919    | Presidente Almeida            |
| Coronel José Martins Cameira                                                            | 5 de Outubro de 1919    | Presidente Almeida            |
| Major António Germano Guedes Ribeiro de Carvalho                                        | 5 de Outubro de 1919    | Presidente Almeida            |
| Capitão José Correia de Carvalho                                                        | 5 de Outubro de 1919    | Presidente Almeida            |
| Maximiano da Costa                                                                      | 5 de Outubro de 1919    | Presidente Almeida            |
| António Martins Fino                                                                    | 5 de Outubro de 1919    | Presidente Almeida            |
| José Extremadura Fino                                                                   | 5 de Outubro de 1919    | Presidente Almeida            |
| António Luís Gonçalves                                                                  | 5 de Outubro de 1919    | Presidente Almeida            |
| Capitão Luís de Sousa Gonzaga                                                           | 5 de Outubro de 1919    | Presidente Almeida            |
| Major Viriato Sertório dos Santos Lobo                                                  | 5 de Outubro de 1919    | Presidente Almeida            |
| José Maria                                                                              | 5 de Outubro de 1919    | Presidente Almeida            |
| Coronel Carminé Ribeiro de Melo Nobre                                                   | 5 de Outubro de 1919    | Presidente Almeida            |
| Capitão Jorge Marrecas Ferreira Pimentel                                                | 5 de Outubro de 1919    | Presidente Almeida            |
| Major Jaime Madeira Pinto                                                               | 5 de Outubro de 1919    | Presidente Almeida            |
| Manuel Correia dos Santos                                                               | 5 de Outubro de 1919    | Presidente Almeida            |
| Eugénio das Neves Vilares                                                               | 5 de Outubro de 1919    | Presidente Almeida            |
| Tenente-Coronel Gustavo de Andrade Piçarra                                              | 5 de Fevereiro de 1920  | Presidente Almeida            |
| Capitão-Tenente Adalberto Soares Serrão da Silva Machado                                | 18 de Fevereiro de 1920 | Presidente Almeida            |
| Capitão-Tenente Fernando Augusto Branco                                                 | 18 de Fevereiro de 1920 | Presidente Almeida            |
| Jaime Garcia de Lemos                                                                   | 6 de Março de 1920      | Presidente Almeida            |
| Tenente-Coronel António de Sousa Pinto Machado Coutinho                                 | 10 de Julho de 1920     | Presidente Almeida            |
| Major Eduardo Rodrigues Areosa Feio                                                     | 10 de Julho de 1920     | Presidente Almeida            |
| Alferes Alfredo Ambrósio Ferreira                                                       | 10 de Julho de 1920     | Presidente Almeida            |
| Capitão Rogério Correia Ferreira                                                        | 10 de Julho de 1920     | Presidente Almeida            |
| Major Bernardo Gabriel Cardoso Júnior                                                   | 10 de Julho de 1920     | Presidente Almeida            |
| Capitão Henrique Pereira do Vale                                                        | 10 de Julho de 1920     | Presidente Almeida            |
| Tenente-Coronel José Agostinho                                                          | 10 de Julho de 1920     | Presidente Almeida            |
| Capitão Francisco Vila Chã Rodrigues Leite                                              | 10 de Julho de 1920     | Presidente Almeida            |
| Capitão Manoel Ribeiro da Lage                                                          | 10 de Julho de 1920     | Presidente Almeida            |
| Capitão Alípio José da Cruz Oliveira                                                    | 10 de Julho de 1920     | Presidente Almeida            |
| Tenente José Joaquim Machado Magalhães Júnior                                           | 10 de Julho de 1920     | Presidente Almeida            |
| Coronel João Herculano de Moura                                                         | 10 de Julho de 1920     | Presidente Almeida            |
| Tenente-Coronel António da Silva Brito Paes                                             | 10 de Julho de 1920     | Presidente Almeida            |
| Tenente Artur Florido Pereira                                                           | 10 de Julho de 1920     | Presidente Almeida            |
| Capitão Fernando Oscar Wilton Pereira                                                   | 10 de Julho de 1920     | Presidente Almeida            |
| Capitão Alberto da Silva Matos                                                          | 10 de Julho de 1920     | Presidente Almeida            |
| Alferes Luís Lopes de Melo                                                              | 10 de Julho de 1920     | Presidente Almeida            |
| Luíz Torcato Freire Curado                                                              | 14 de Setembro de 1920  | Presidente Almeida            |
| Primeiro-Tenente Álvaro Jaime Pereira                                                   | 25 de Novembro de 1920  | Presidente Almeida            |
| Capitão-Tenente Manuel Ortins de Bettencourt                                            | 14 de Maio de 1963      | Presidente Almeida            |
| Coronel Abel Joaquim Travassos Valdez                                                   | 5 de Fevereiro de 1922  | Presidente Almeida            |
| António de Melo                                                                         | 1 de Março de 1922      | Presidente Almeida            |
| José Rabumba                                                                            | 6 de Julho de 1922      | Presidente Almeida            |
| Coronel Eduardo Bandeira Lima                                                           | 5 de Outubro de 1922    | Presidente Almeida            |
| General Francisco Maria da Costa Andrade                                                | 31 de Março de 1923     | Presidente Almeida            |
| Francisco Pinto de Albuquerque                                                          | 31 de Março de 1923     | Presidente Almeida            |
| Capitão João Maria Pereira Sarmento Pimentel                                            | 31 de Março de 1923     | Presidente Almeida            |
| Manuel da Neves                                                                         | 7 de Junho de 1924      | Presidente Teixeira Gomes     |
| Sargento Manuel António                                                                 | 18 de Julho de 1925     | Presidente Teixeira Gomes     |
| Coronel Ernesto Joaquim Feio                                                            | 31 de Julho de 1925     | Presidente Teixeira Gomes     |
| Tenente José Pereira Guimarães                                                          | 31 de Julho de 1925     | Presidente Teixeira Gomes     |
| Tenente João da Graça Teles de Lemos                                                    | 22 de Agosto de 1925    | Presidente Teixeira Gomes     |
| Tenente Carlos Marques Alexandre                                                        | 5 de Setembro de 1925   | Presidente Teixeira Gomes     |
| Alferes Calisto Morgado                                                                 | 5 de Setembro de 1925   | Presidente Teixeira Gomes     |
| Capitão Aleixo Paulo de Mascarenhas                                                     | 26 de Setembro de 1925  | Presidente Teixeira Gomes     |
| Tenente José Malta                                                                      | 26 de Setembro de 1925  | Presidente Teixeira Gomes     |
| Tenente Joaquim Augusto Carrilho                                                        | 26 de Setembro de 1925  | Presidente Teixeira Gomes     |
| Capitão Rodolfo dos Santos                                                              | 30 de Setembro de 1925  | Presidente Teixeira Gomes     |
| Coronel Manoel António Correia                                                          | 17 de Outubro de 1925   | Presidente Teixeira Gomes     |
| Tenente Artur Rego                                                                      | 20 de Outubro de 1925   | Presidente Teixeira Gomes     |
| Major Raúl Augusto Martins                                                              | 30 de Outubro de 1925   | Presidente Teixeira Gomes     |
| Tenente Francisco Salgueiro da Silva                                                    | 21 de Novembro de 1925  | Presidente Teixeira Gomes     |
| Alferes Ricardo Mariano                                                                 | 22 de Fevereiro de 1926 | Presidente Bernardino Machado |
| General Aníbal Frederico da Silveira Machado                                            | 13 de Março de 1926     | Presidente Bernardino Machado |
| Coronel José Mac Bride Fernandes                                                        | 13 de Março de 1926     | Presidente Bernardino Machado |
| Coronel Álvaro Teles Ferreira de Passos                                                 | 13 de Março de 1926     | Presidente Bernardino Machado |
| Coronel Manuel Joaquim Crespo                                                           | 13 de Março de 1926     | Presidente Bernardino Machado |
| Major José Casimiro Carteado Mena                                                       | 13 de Março de 1926     | Presidente Bernardino Machado |
| Capitão Augusto César Loureiro                                                          | 13 de Março de 1926     | Presidente Bernardino Machado |
| Capitão José Caetano Vieira Lisboa                                                      | 13 de Março de 1926     | Presidente Bernardino Machado |
| Capitão Fernando Júlio Borges                                                           | 13 de Março de 1926     | Presidente Bernardino Machado |
| Segundo-Tenente Roberto Peixoto Salier                                                  | 13 de Março de 1926     | Presidente Bernardino Machado |
| Emílio Sebastião de Araújo                                                              | 13 de Março de 1926     | Presidente Bernardino Machado |
| Júlio Costa                                                                             | 13 de Março de 1926     | Presidente Bernardino Machado |
| Manuel de Almeida                                                                       | 13 de Março de 1926     | Presidente Bernardino Machado |
| Alferes António da Silva                                                                | 20 de Maio de 1926      | Presidente Bernardino Machado |
| Capitão-Tenente Adolfo Trindade                                                         | 29 de Maio de 1926      | Presidente Bernardino Machado |
| Capitão Clemente José Juncal                                                            | 21 de Novembro de 1926  | Presidente Carmona            |
| Major Henrique Augusto de Lacerda                                                       | 1 de Janeiro de 1927    | Presidente Carmona            |
| Tenente António de Figueiredo                                                           | 31 de Maio de 1927      | Presidente Carmona            |
| Tenente João Luiz Monteiro                                                              | 31 de Maio de 1927      | Presidente Carmona            |
| Capitão Luís Henrique Cordeiro                                                          | 31 de Maio de 1927      | Presidente Carmona            |
| General João Carlos Craveiro Lopes                                                      | 3 de Fevereiro de 1928  | Presidente Carmona            |
| Capitão José da Luz Brito                                                               | 3 de Fevereiro de 1928  | Presidente Carmona            |
| António Simões Pereira                                                                  | 3 de Março de 1928      | Presidente Carmona            |
| Joaquim Augusto Amorim da Fonseca                                                       | 3 de Março de 1928      | Presidente Carmona            |
| Carlos Leopoldo dos Santos                                                              | 28 de Março de 1928     | Presidente Carmona            |
| Capitão Francisco Higino Craveiro Lopes (depois Marechal e 11º Presidente da República) | 31 de Março de 1928     | Presidente Carmona            |
| Capitão Manuel António Ferreira                                                         | 21 de Dezembro de 1928  | Presidente Carmona            |
| João Batista Ribeiro                                                                    | 21 de Junho de 1929     | Presidente Carmona            |
| Capitão António Gonçalves Pires                                                         | 19 de Outubro de 1929   | Presidente Carmona            |
| Manuel Pinho e Matos                                                                    | 11 de Julho de 1930     | Presidente Carmona            |
| Julião dos Santos                                                                       | 11 de Julho de 1930     | Presidente Carmona            |
| Dr. António Augusto da Silva Martins                                                    | 12 de Dezembro de 1930  | Presidente Carmona            |
| Capitão José Teixeira Jacinto                                                           | 18 de Julho de 1931     | Presidente Carmona            |
| Capitão António Rodrigues Alves                                                         | 5 de Outubro de 1933    | Presidente Carmona            |
| António João Gonçalves Lobato                                                           | 6 de Fevereiro de 1935  | Presidente Carmona            |
| Coronel Mário dos Santos                                                                | 19 de Junho de 1940     | Presidente Carmona            |
| Alferes José Adriano Pequito Rebelo                                                     | 19 de Junho de 1940     | Presidente Carmona            |
| Brigadeiro Gaspar Maria Chaves Marques de Sá Carneiro                                   | 19 de Junho de 1940     | Presidente Carmona            |
| Tenente Almor Branco Baptista                                                           | 19 de Junho de 1940     | Presidente Carmona            |
| Coronel Eduardo Luiz de Sousa Gentil Beça                                               | 19 de Junho de 1940     | Presidente Carmona            |
| Adelino Rodrigues                                                                       | 9 de Setembro de 1946   | Presidente Carmona            |
| Coronel Carlos Alberto de Serpa Soares                                                  | 15 de Maio de 1947      | Presidente Carmona            |
| José Teixeira Nunes                                                                     | 15 de Maio de 1947      | Presidente Carmona            |
| José Joaquim                                                                            | 15 de Maio de 1947      | Presidente Carmona            |
| António Pereira                                                                         | 19 de Maio de 1947      | Presidente Carmona            |
| Aniceto Patrocínio Francisco do Rosário                                                 | 17 de Agosto de 1954    | Presidente Craveiro Lopes     |
| António Joaquim Fernandes                                                               | 3 de Fevereiro de 1956  | Presidente Craveiro Lopes     |
| João José do Nascimento Costa                                                           | 13 de Março de 1961     | Presidente Américo Thomaz     |
| Furriel Miliciano João Nunes Redondo (a título póstumo, com Palma)                      | 18 de Janeiro de 1963   | Presidente Américo Thomaz     |
| 2º Sargento José Paulo dos Santos (a título póstumo, com Palma)                         | 30 de Novembro de 1963  | Presidente Américo Thomaz     |
| Furriel Miliciano Manuel Marques Sardão, Soldado maqueiro (a título póstumo, com Palma) | 27 de Maio de 1966      | Presidente Américo Thomaz     |
| Furriel Miliciano Ângelo dos Santos Rodrigues (com Palma)                               | 25 de Junho de 1966     | Presidente Américo Thomaz     |
| Tenente-Coronel José Manuel Ferreira Gaspar                                             | 6 de Junho de 1969      | Presidente Américo Thomaz     |
| Tenente-Coronel Marcelino da Mata                                                       | 2 de Julho de 1969      | Presidente Américo Thomaz     |
| Sargento-Mor Manuel Martins Teixeira (com Palma)                                        | 31 de Maio de 1971      | Presidente Américo Thomaz     |
| Tenente-Coronel Manuel Isaías Pires                                                     | 16 de Junho de 1971     | Presidente Américo Thomaz     |
| 2º Sargento António Ribeiro Pais                                                        | 28 de Junho de 1972     | Presidente Américo Thomaz     |